# 牟定県
牟定県（ぼうてい-けん）は中華人民共和国雲南省楚雄イ族自治州に位置する県。

## 行政区画
下部に4鎮、3郷を管轄する。
- 鎮
  - 共和鎮、新橋鎮、江坡鎮、鳳屯鎮
- 郷
  - 蟠猫郷、戌街郷、安楽郷

## 交通

### 鉄道
- 中国鉄路総公司
  - 成昆線

（成都方面）- 羊臼河駅 - 小村駅 -（昆明方面）